# Hot R&B/Hip-Hop Songs
Hot R&B/Hip-Hop Songs, původně Black Singles Chart (v 80s také R&B Singles) je hitparáda publikována jednou týdně ve Spojených státech Billboard magazínem.
Hitparáda byla poprvé uveřejněna v roce 1942. Tato hitparáda sleduje úspěšné a populární písně z urban/afroamerického odvětví. Jak se dekády střídaly, střídaly se zde také populární styly, od jazzu, rhythm and blues, rock and roll, doo wop, soul, funk. V současné době je hitparáda okupována moderním R&B a hip hopem
Období se střídalo, styly se střídaly, jména také:
| Časové období               | Název                            |
| --------------------------- | -------------------------------- |
| říjen 1942 – únor 1945      | The Harlem Hit Parade            |
| únor 1945 – červen 1949     | Race Records                     |
| červen 1949 – říjen 1958    | Rhythm & Blues Records           |
| říjen 1958 – listopad 1963  | Hot R&B Sides                    |
| listopad 1963 – leden 1965  | nepublikovány žádné hitparády    |
| leden 1965 – srpen 1969     | Hot Rhythm & Blues Singles       |
| srpen 1969 – červenec 1973  | Best Selling Soul Singles        |
| červenec 1973 – červen 1982 | Hot Soul Singles                 |
| červen 1982 – říjen 1990    | Hot Black Singles                |
| říjen 1990 – 1998           | Hot R&B Singles                  |
| 1998 – 2005                 | Hot R&B/Hip-Hop Singles & Tracks |
| 2005 – 2009                 | Hot R&B/Hip-Hop Songs            |
| 2009 – současnost           | R&B/Hip-Hop Songs                |

## Statistiky a jiná fakta
- Hudebníci s nejvíce #1 Hot R&B hity:

1. Aretha Franklin - 20 x
2. Stevie Wonder - 19 x
3. Louis Jordan - 18 x
4. James Brown - 17 x
5. Janet Jacksonová - 16 x
6. The Temptations - 14x
7. Marvin Gaye - 13 x
7. Michael Jackson - 13 x
9. R. Kelly - 11 x
10. Mariah Carey - 10 x
10. Whitney Houston - 10 x
10. Gladys Knight & the Pips - 10 x
10. Kool & the Gang - 10 x
10. The O'Jays - 10 x
Aretha Franklin měla nejvíce #1 hitů. "The Honeydripper" (1945, Joe Liggins) a "Choo Choo Ch'Boogie" (1946, Louis Jordan) byly nejdéle v žebříčku a na #1 místě - osmnáct týdnů. "Be Without You" (2006, Mary J. Blige) jim byla ale nablízku - patnáct týdnů.